# شیشه کالکوژنید
شیشه‌های کالکوژنایدی شیشه‌هایی هستند شامل یک عنصر کالکوژن (به غیر از اکسیژن و پولونیوم) که با عنصر دیگری مثل ژرمانیوم، آرسنیک، سیلیسم و آنتیموان پیوند کووالانت برقرار کرده‌است.

## مشخصات
بیش‌ترین مقدار پیوند یونی موجود در این شیشه‌ها ۹٪ است. این مواد به خاطر عبور خوب در ناحیه مادون قرمز شناخته شده‌اند که به واسطه همین ویژگی توجهات زیادی را به خود جلب کرده‌اند. این شیشه‌ها به خاطر داشتن انرژی بند گپ از ۱ تا ۳ الکترون ولت جزو مواد نیمه رسانا دسته‌بندی می‌شوند همچنین این مواد شفافیت خوبی را در دو منطقه ۳–۵ میکرومتر و ۸–۱۲ میکرومتر در طیف مادون قرمز نشان می‌دهند. پولونیوم از نظر شیمیایی جزو عناصر کالکوژناید است اما به دلیل خاصیت رادیواکتیویته بالای آن در ساخت شیشه‌های کالکوژناید مورد استفاده قرار نمی‌گیرد. مواد اکسیدی به عنوان قدیمی‌ترین سیستم‌های شیشه ساز، جزو ترکیبات کالکوژنایدی محسوب نمی‌شوند، زیرا مواد اکسیدی توزیع نوار ممنوعه و خواص نوری و الکتریکی متفاوتی با کالکوژنایدها دارند (در ناحیه فروسرخ جذب شدیدی دارند). کالکوژنایدها به صورت طبیعی در پیریت(FeS2) و AuTe2 نیز یافت می‌شوند. شیشه‌های کالکوژناید قدیمی اغلب بر پایه گوگرد مثل As-S و Ge-S جزو شیشه سازهای قوی هستند. کلمه کالکوژناید از واژه یونانی chalcos به معنی سنگ معدن و واژه gen به معنی شکل‌گیری تشکیل شده‌است. این شیشه‌ها بیش از ۵۰ سال است که به عنوان مواد نوری شناخته شده‌اند. اولین گزارش در مورد کاربرد این شیشه‌ها در سال ۱۹۶۵ در زمینه فیبرهای نوری منتشر شد. تحقیقات در زمینه فیبرهای نوری در محدوده متوسط(M-IR) در طی ۲۰–۲۵ سال انجام شده‌است. خواص و ویژگی‌های این شیشه‌ها بسیار متفاوت از شیشه‌های اکسیدی بر پایه SiO2 است. اولین تحقیقات در مورد شیشه‌های کالکوژناید در سال ۱۹۵۰ بر روی ترکیب As2S3 به عنوان یک ماده برای استفاده در ناحیه مادون قرمز، انجام شد. در سال ۱۹۶۰ مطالعاتی روی خواص الکتریکی این شیشه‌ها انجام شد و در نتیجه خواص نیم رسانایی و پدیده سوئیچینگ در شیشه‌های کالکوژناید کشف شد. در سال ۱۹۷۰ تحقیقات در زمینه شیشه‌های کالکوژناید به دو دسته کلی تقسیم شد؛ دسته اول تحقیقات خود را در زمینه کاربرد این شیشه‌ها در ناحبه مادون قرمز روی شیشه‌هایی نظیر Ge-Se-Te, Ge-As-Se, As2Se3 متمرکز کردند و دسته دوم در مورد پدیده سوئیچینگ مطالعاتی به عمل آوردند. این شیشه‌ها جزء خانواده شیشه‌های نیم رسانا هستند و در صورت آلاییده شدن توسط یون‌های نقره و لیتیوم می‌توانند هدایت یونی از خود نشان دهند.

## ساختار
درک ساختار از طریق داشتن همه خواص عمده مواد بلوری و آمورف به دست می‌آید. بلورها نظم بلند دامنه، آرایش اتمی یا انتقالات متقارن دارند. آمورف به‌طور پیوسته به عنوان موادی که نظم بلند دامنه در آرایش اتمی ندارند، مشخص شده‌اند. عدم وجود تقارن در سیستم‌های آمورف را در مقایسه با بلورها پیچیده‌تر کرده‌است. در مواد آمورف به چهار ویژگی ساختاری بایستی توجه کرد:
1. نظم کوتاه برد
2. نظم میان برد آرایش اتمی
3. مورفولوژی
4. عیوب سیستم

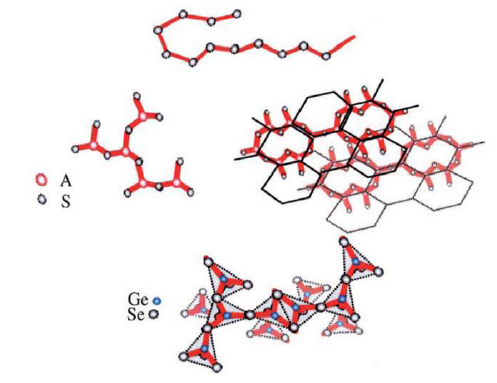
توزیع فضایی از فرایند پلیمریزاسیون در شیشه‌های کالگوژناید. شیشه‌های Se زنجیری یک بعدی (بالا) در حالی که در As2Se3 و GeSe4 شبکه‌های دو (شکل وسط) و سه (شکل پایین) بعدی مشاهده می‌شود. بیشتر شیشه‌ها در مابین این سه مکانیزم قرار دارند.

ساختار شیشه‌های کالکوژناید نمی‌تواند مانند سیلیسیم آمورف توسط یک شبکه پیوسته تصادفی در سه بعد توضیح داده شود. شیشه‌های As2S3، As2Se3، GeS2 و GeSe2 می‌توانند به‌طور موضعی ساختار شبه لایه ای داشته باشند، درحالی که S خالص و Se شبیه زنجیره اند. برای تمامی این مواد، انعطاف‌پذیری قابل توجهی در نتیجه پیوندهای ضعیف واندروالس بین لایه‌ها یا زنجیره‌ها وجود دارد. طیف‌سنجی رامان یک ماده، اطلاعات دینامیک و ساختاری را در سطوح مولکولی ارائه می‌دهد. طیف‌سنجی رامان فروسرخ نزدیک می‌تواند برای آنالیز موادی با جذب قوی و بالا در محدوده مرئی مورد استفاده قرار گیرد. سلنیوم در گروه ششم جدول تناوبی قرار دارد. ساختار بیرونی‌ترین لایه الکترونی آن به صورت 4s2p4 است. هیبریداسیون اوربیتال‌های الکترونی در سلنیوم کوچک است؛ بنابراین فقط الکترون‌های اوربیتال p پیوندهای شیمیایی تشکیل می‌دهند و منجر به ایجاد مولکول‌های به شکل حلقه یا زنجیره‌های پلیمری می‌شوند. دو الکترون دیگر نیز به صورت جفت الکترون‌های منفرد به شکل الکترون‌های غیر پیوندی باقی می‌مانند.
سیستم Ge-Se
عناصر S و Se که زنجیرهای نامحدود کوالانت را تشکیل می‌دهند نمونه ای از شیشه‌های یک بعدی می‌باشند. متأسفانه تمایل برای تشکیل پیوند کوالانت در شیشه‌های حاوی Te بسیار کمتر از تشکیل پیوندهای فلزی است. به‌طور مشابه As2Se3 و As2S3 نمونه‌هایی از شیشه با شبکه دو بعدی می‌باشند که در آنها اتم‌های سه وجهی توسط پل‌هایی از S و Se به هم متصل شده و صفحات انعطاف‌ناپذیری که به خوبی توانایی شیشه شدن را دارا می‌باشند تشکیل می‌دهند. تولید شیشه‌ها با اتصالات سه بعدی نیز با پیوند اتمهایی چهاروجهی چون Ge امکان پذیراست.

## خواص الکتریکی
خواص الکتریکی شیشه‌های کالکوژنایدی به ترکیب شیمیایی آنها وابسته است. شیشه‌های کالکوژناید به عنوان نیمه هادی استفاده می‌شوند زیرا دارای نوار ممنوعه حدود 2ev هستند. نوار ممنوعه به ترکیب شیشه بستگی دارد و برای ترکیب شیشه ای پایه تلریوم کمتر است (Eg(S)> Eg(Se)> Eg(Te). رسانایی الکتریکی ترکیبات شیشه ای پایه گوگرد و سلنیومی نسبت به ترکیبات تلوریومی خیلی پایین است. در جدول زیر هدایت الکتریکی نیمه هادی‌ها در دمای اتاق آورده شده‌است.
|        | E(g) | σ     |
| ------ | ---- | ----- |
| As2S3  | ۲٫۱۲ | ۱۷–۱۰ |
| As2Se3 | ۱٫۵۳ | ۱۰–۱۲ |
| As2Se3 | ۰٫۳  | ۴–۱۰  |

## روش‌های ساخت شیشه‌های کالکوژنایدی
شیشه‌های کالکوژناید حاوی آرسنیک و ژرمانیوم که دارای خاصیت نوری هستند از روش انجماد مذاب شیشه‌ساز تولید می‌شوند. مواد اولیه شیشه‌های کالکوژناید با ترکیب مورد نظر در کپسول‌های کوارتزی مهر و موم و تخلیه شده، ذوب می‌شوند. انجماد مذاب در دماها و زمان‌های گوناگون مانع از تبلور، ذوب و تغییر ترکیب می‌شود.
مواد اولیه برای ترکیب کالکوژنایدهای شیشه‌ساز از طریق روش‌های مختلفی به عنوان مثال عناصر شیمیایی (روش سنتی)، تجزیه ترکیبات غیرآلی فرار (هیدرید، کلرید، یدید)، استفاده از مونو سولفید آرسنیک برای ترکیبات حاوی آرسنیک، و رسوب کالکوژنایدها از یک محلول به دست می‌آید.
لایه‌های سولفید و سلنید آرسنیک و ژرمانیوم می‌توانند از تجزیه شیمیایی پلاسمایی هیدریدها و کلریدهای این عناصر حاصل شوند. مزیت این روش سرعت پایین‌تر وارد شدن ناخالصی در داخل شیشه به خاطر دمای پایین‌تر و زمان کوتاه‌تر ترکیب شدن و نیز امکان ترکیب شدن در طی فرایند سنتز شیشه و تولید پیش شکل برای فیبرهای نوری کشیده شده‌است. شیشه‌های تولید شده حاوی حداکثر ppm 0/1-0/3 فلزات واسطه و ناخالصی‌های سیلیکون است. کلراید گازی حاوی عناصر شیشه به همراه H2 در جریان آرگون در کوره با دمای ˚۸۰۰ گذرانده می‌شوند، سپس کپسول حاوی ذرات ژرمانیوم و سلنیوم رسوب یافته و مهر و موم شده در خلاء سنتز می‌شوند. اگرچه، ناخالصی‌های هیدروژن و اکسیژن در طیف عبوری نمونه موجود هستند. مقدار بالای هیدروژن (چند درصد اتمی) در شیشه‌های تولید شده برای ساخت شیشه‌های نوری مشکلی جدی به‌شمار می‌رود. در فرایند عملیات حرارتی شیشه، در مرحله ساخت فیبر، حباب‌های هیدروژن غیرقابل حذف تشکیل می‌شوند. هرچند این روش می‌تواند روش امیدوار کننده‌ای برای ساخت فیلم نازک از کالکوژنایدهای آرسنیک، آنتیموان و ژرمانیوم باشد.
کالکوژنایدهای سولفور، سلنیوم، تلوریم و آرسنیک فراریت بالا و انرژی پیوندی As-As، کالکوژن-کالکوژن و کالکوژن-آرسنیک قابل توجهی دارند، به همین دلیل رسوب مواد شیمیایی فاز بخار از کالکوژناید آرسنیک مشابه رسوب مواد شیمیایی فاز بخار از دی‌اکسید سیلیکون خلوص بالا هنوز ممکن نبوده‌است.
شیشه‌های مناسب برای ساخت فیبرهای نوری در محدوده مادون قرمز متوسط دارای طیف عبوری گسترده، نسبت به رطوبت و تبلور پایدار، مقاومت مکانیکی بالا، غیر سمی ویک محدوده گسترده دماهای عملیاتی هستند هیچ شیشه کالکوژنایدی حاوی تمامی ویژگی‌های ذکر شده به‌طور همزمان وجود ندارد شیشه‌های As-S، As-Se و سیستم As-Se-Te و نیز سیستم‌های As-Se-Te و Ge-As-Se با مقدار ژرمانیوم کم یک دمای نرم شوندگی نسبتاً کم (کم‌تر از ˚۱۸۵) دارند. شیشه‌های سیستم‌های Ge-S، Ge-Se, As-Se و شیشه‌های حاوی تلوریوم در فرایند کشیدن فیبر متبلور می‌شوند.
شیشه‌های حاوی آرسنیک به خاطر حضور آرسنیک سمی هستند. شیشه‌های حاوی سولفور در محدوده طول موج ۷–۰٫۶ میکرومتر شفافیت محدودی دارند. فیبرهای نوری از شیشه‌های سلنید و سلنیوم-تلوراید برای عبور در محدوده ۱۲–۲ میکرومتر مناسب هستند. فیبرهای نوری ساخته شده از سیستم‌های شیشه‌ای Ge-Se, Ge-S، Ge-As-Se, Ge-As-S، Ge-As-Se-Te با مقدار ژرمانیوم بالا (۳۰–۱۵ درصد اتمی) برای عملیات در دمای ˚ ۲۰۰–۳۰۰ به صورت بالقوه‌ای مناسب هستند. شیشه‌های کالکوژناید Ga-La-S، Ge-Ga-La-S حاوی عناصر نادر خاکی به عنوان جزء اصلی یا آلاینده مثل یدوگالیوم که منجر به افزایش انحلال پذیری می‌شوند در ساخت لیزر فیبر نوری و تقویت کننده‌ها کاربرد دارند.
برای استفاده از شیشه‌ها در فیبرهای نوری ویژگی‌های نوری، فیزیکی و شیمیایی مثل محدوده شفافیت، کمترین تلفات نوری، ضریب شکست و وابستگی طیفی آن، ضریب شکست غیر خطی، تمایل به تبلور، مشخصه‌های دمایی (دمای انتقال به شیشه Tg، دمای شروع تبلور Tc، دمای ماکزیمم پیک تبلور Tp، دمای ذوب Tl) دانسیته، ضریب انبساط حرارتی، ظرفیت گرمایی، هدایت حرارتی، مدول یانگ، ریزسختی و ویسکوزیته را بایستی دانست.

## تولید شیشه‌های کالکوژنایدی بالک توسط آمپول کوارتزی مجهز به خلاء
ترکیب شیشهٔ کالکوژناید فشاربخار بالا و مذاب آن گرانروی بالایی دارد، همچنین مذاب شیشه مستعد اکسیداسیون و هیدرولیز است به دلیل مشکلات ذکر شده، عملیات ذوب در داخل آمپول کوارتزی تحت خلاء انجام می‌شود. خالص سازی ترکیب قبل از ریختن مواد اولیه به داخل آمپول، برای کاهش مقدار هیدریدها، هیدروکسیدها و اکسیدها ضروری است. آمپول کوارتزی در بخش دیواره‌ها باید هیدروکسید کمی داشته باشد. معمولاً آمپول داخل اسید هیدروفلوریک قرار داده می‌شود تا عیوب سطحی آن حذف شود، سپس آمپول را شسته و خشک می‌کنند و قبل از ریختن مواد اولیه تا دمای ˚۵۰۰ گرم می‌کنند و تا فشار کمتر از 0.001Pa داخل آمپول خلاء ایجاد می‌کنند. مواد اولیه مستقیماً از طریق تقطیر در داخل آمپول، تحت اتمسفر خنثی خالص می‌شوند. سپس آمپول مهر و موم می‌شود و در داخل کوره قرار داده می‌شود. دما تدریجاً تا دمای ذوب افزایش می‌یابد، سپس مذاب در داخل کوره سرد شده و آنیل می‌شود. سرد کردن سریع شیشه‌های ناپایدار در هوا، غوطه وری آمپول در آب سرد یا در نیتروژن مایع انجام می‌گیرد. ترکیب‌های حاوی مواد نظیر آلومینیوم، سیلیسیم و La2S3 در دماهای بالا، آمپول کوارتزی را مورد حمله شیمیایی قرار می‌دهند. برای مذاب حاوی La2S3 آمپول کوارتزی توسط لایه‌ای از کربن پوشش داده می‌شود.

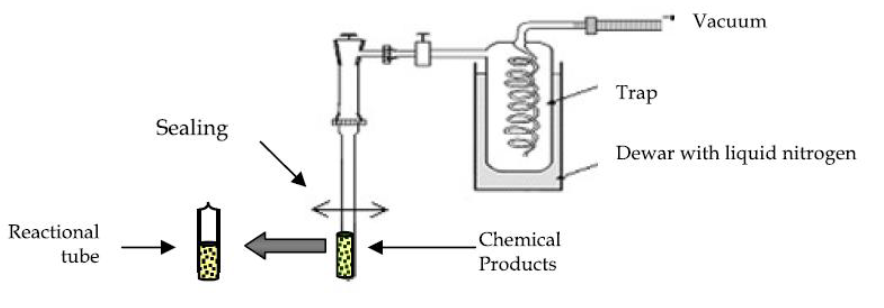
شماتیک تولید شیشه‌های کالکوژناید در آمپول مجهز به خلاء

## تولید به روش آسیاب مکانیکی
روش آسیاب مکانیکی روش امیدوار کننده‌ای برای آماده‌سازی پودر مواد شیشه‌ای است. در آسیاب مکانیکی، واکنش مواد آمورف معمولاً به آرامی و پس از مدت زمان طولانی انجام می‌گیرد.

## تولید به روش سینترینگ جریان الکتریکی پالسی (PCES)
این روش از سال ۱۹۲۰ شروع شد. روش PCES یه دلیل سرعت گرم شدن سریع، زمان نگه‌داری کم، عدم استفاده از کمک زینترها، دمای پخت پایین، بهبود خواص سرامیک‌ها در مقایسه با سایر روش‌های زینتر ارجحیت یافته‌است.
اعمال جریان مستقیم به قالب (از جنس گرافیت، WC، فولاد زنگ نزن) اجازه می‌دهد تا زمانی که فشار تک محوره وارد می‌شود، با انرژی الکتریکی گرم شود؛ بنابراین PCES روشی مشابه پرس گرم تک محوره با سرعت گرمایشی سریع تا (C/min 1000˚) می‌باشد. همچنین مواد خاصی به منظور اعمال فشار ایزواستاتیک یا شبه استاتیک پودرهای فرآوری شده می‌توانند به عنوان رسانا یا عایق استفاده شوند. در پودرهای عایق، حرارت عمدتاً از طریق قالب منتقل می‌شود در حالی که پودرهای رسانا به وسیله انرژی الکتریکی و انتقال گرما از طریق ظرف و الکترودها انجام می‌گیرد. اگر پودر رسانا باشد می‌توان از قالب عایق استفاده کرد. بار مکانیکی وارده به خواص ذاتی قالب بستگی دارد. در قالب‌های گرافیتی، فشار معمولاً به 120Mpa محدود می‌شود ولی در قالب‌های از جنس WC می‌تواند تا 800Mpa افزایش یابد، در حالی که قالب گرافیتی بسته به فشار اعمالی تا دمای ۲۰۰۰ و برای قالب WC تا ۹۰۰ می‌تواند گرم شود. 

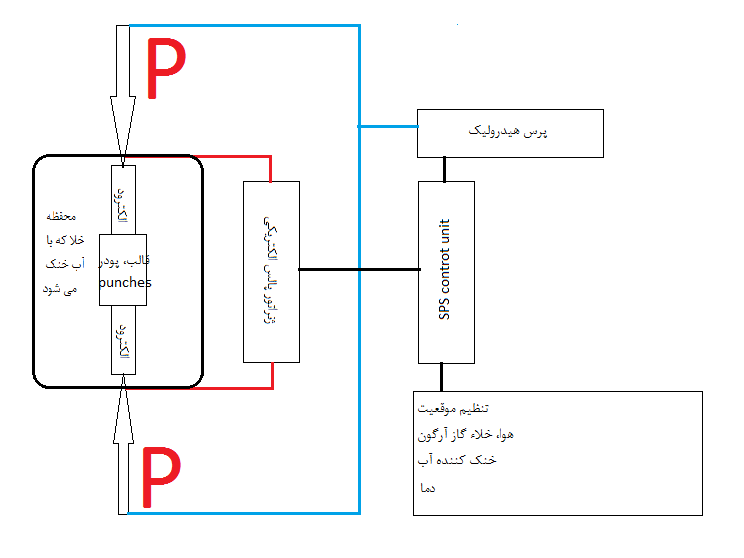
شماتیک روش PCES

در این روش امکان زینتر و رسوب یک مرحله‌ای برای مواد مختلف وجود دارد. قطر نمونه‌ها بسته به شرایط دستگاه و سینتر، در محدوده ۱۰–۸ میلیمتر متغیر است. قابل ذکر است در حین عملیات PCES بویژه برای نمونه‌هایی با قطر بزرگ به دلیل مشکلات هدایت الکتریکی پودر، دستیابی به توزیع همگن حرارت مشکل است.

## تولید به روش پرس گرم تک محوره
در این فرایند پودر زینتر شده درون یک قالب بین دو سمبه متحرک قرار می‌گیرد، قالب تحت پرس قرار گرفته و فشار بر روی پیستون‌ها اعمال می‌شود. در پرس گرم تک محوره فشار فقط در یک جهت اعمال می‌شود. سیستم (قالب + پیستون) در یک محفظه که گرمای مورد نیاز زینترینگ را تأمین می‌کند قرار می‌گیرد، ابتدا گرما به قالب و سپس از طریق همرفت به پودر منتقل می‌شود. شکل و اندازه نمونه تهیه شده با این روش توسط شکل و قطر قالب تعیین می‌شود؛ بنابراین با استفاده از قالب با اندازه مناسب، لنزها را می‌توان مستقیماً با سینتر کردن پودر شیشه تهیه کرد.

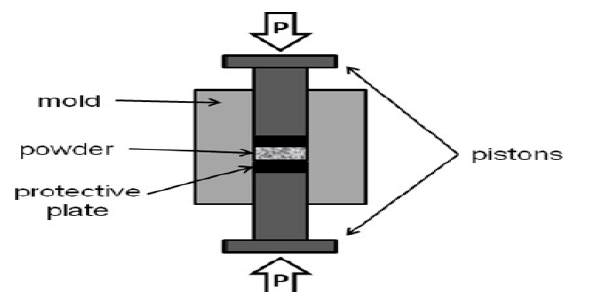
شماتیک روش HUP

## کاربردها
این شیشه‌ها در زمینه‌های مختلف، کاربردهای مهمی از خود نشان داده‌اند. شیشه‌های پایه گوگردی، سلنیدی یا تلوریدی در ترکیب‌های دوتایی یا چندتایی در کاربردهای نوری و فوتونیکی در گستره طیف ۰٫۶ تا ۱۵ میکرومتر بسیار مورد توجه قرار گرفته‌اند. از شیشه‌های کالکوژناید در سوئیچینگ و ابزار حافظه، پرینترهای لیزری و دستگاه‌های کپی، تصویربرداری حرارتی و پزشکی، سلول‌های نوری، طیف‌سنجی مادون قرمز، سلول‌های خورشیدی، سنسورهای شیمیایی و زیستی و … استفاده می‌شود. As2S3 و As2Se3 از دیرباز در فیبرهای در محدوده میانی ناحیه مادون قرمز تا محدوده عبور ۱۲ میکرومتر مورد استفاده قرار می‌گرفتند. به منظور افزایش عبور بیش از ۱۵ میکرومتر و ورود به ناحیه بالای IR، اتم‌های گوگرد و سلنیوم که منجر به ایجادجذب ناشی از نوسان پیوندهای As-Se و As-S می‌شوند، توسط اتم‌های سنگین تر مانند تلوریوم یا سایر فلزات واسطه جانشین شدند. شیشه‌های کالکوژناید شامل اتم‌های فلزی، خواص نوری و الکتریکی متفاوتی نسبت به شیشه‌های کالکوژناید معمول دارند. امروزه شیشه‌های کالکوژناید آلاییده شده با فلزات واسطه مانند مس، قلع، نقره و کروم به عنوان حافظه‌های نوری و مواد لیزری مورد استفاده قرار می‌گیرند.
شیشه‌های کالکوژنایدی که بواسطه آلاییده شدن با نقره یا لیتیوم هدایت یونی بدست آورده‌اند می‌توانند به عنوان الکترولیت‌های حالت جامد در سنسورها و باتری‌ها مورد استفاده قرار بگیرند. میزان هدایت یونی به میزان کل فلز، همگنی یا ناهمگنی ساختار شیشه و نوع عنصر کالکوژن بستگی دارد.
در میان شیشه‌های کالکوژناید، ترکیب Se-Te بر پایه سلنیوم به علت حساسیت نوری زیاد، دمای انتقال به شیشه و تبلور بالا، پایداری و سختی بالا نسبت به ترکیب‌هایی با مقادیر سلنیوم پایین، مزایای بیش تری دارد. افزودن سلنیوم به آلیاژهای تلوریدی مقاومت به خوردگی را نیز افزایش می‌دهد. این ترکیب شیشه ای به عنوان ابزاری برای تغییر فازی بین حالت آمورف و حالت جامد در ابزارهای حافظه نور و عکس برداری اشعه X مورد استفاده قرار می‌گیرد. 

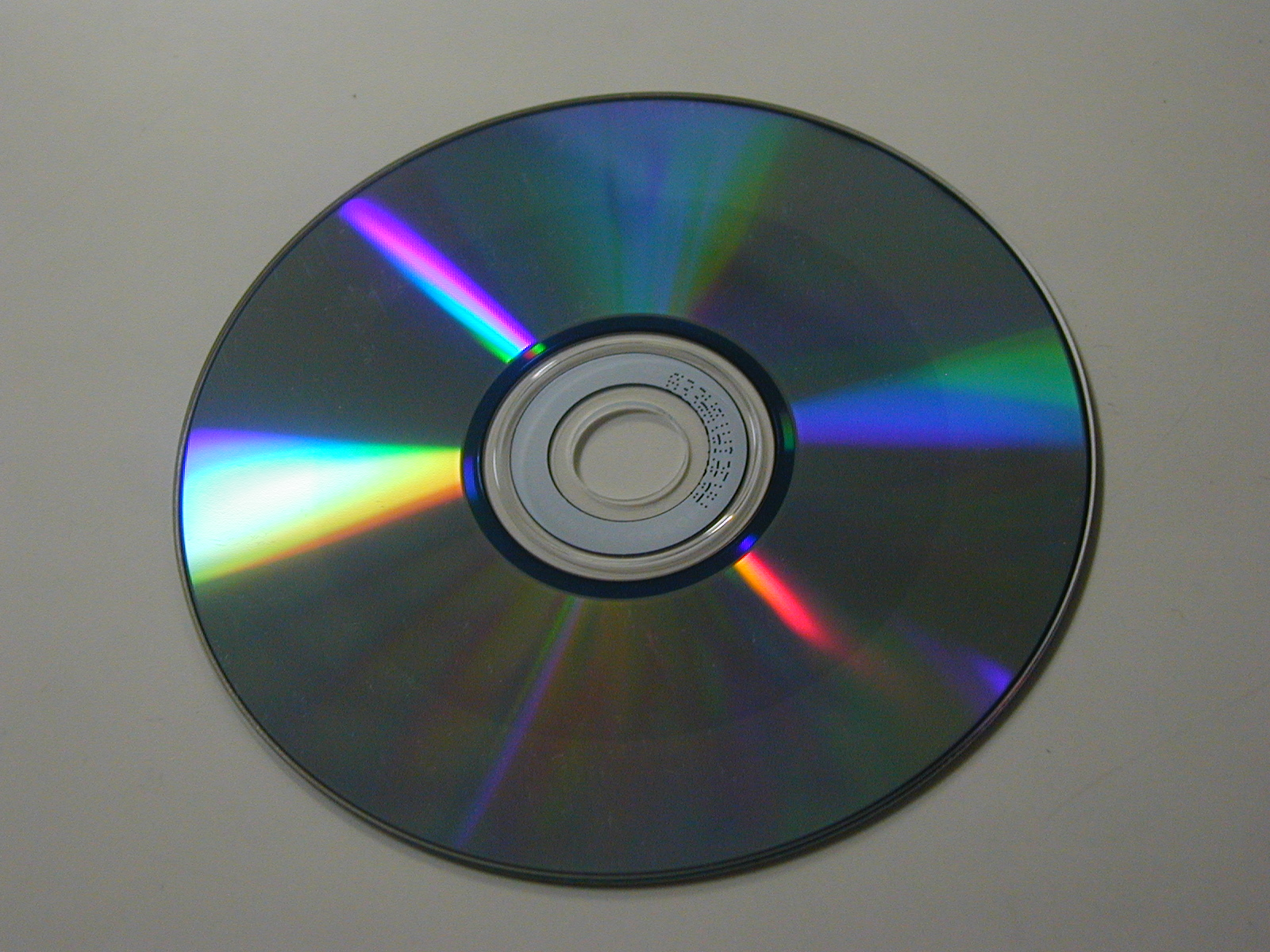
یک عدد CD-RW. مواد آمورف کالکوژنایدی اساس تکنولوژی حافظه حالت جامد CD و DVDهای re-writable می‌باشد.

## فیبرهای نوری
آیندهٔ شبکه‌ها و سیستم‌های پرسرعت نوری به گسترش روش‌های پردازش سیگنال‌های نوری وابسته است. از میان انواع پردازنده‌های نوری، پردازنده‌های مبتنی بر فیبر نوری کم هزینه و سریع هستند. تاکنون انواع مختلفی از فیبرهای نوری ریزساختار مبتنی بر سیلیکا برای استفاده در فرآیندهای پردازش نوری مطرح شده‌اند. اما به علت اینکه ضریب شکست خطی و غیرخطی و شفافیت سیلیکا در طول موجهای فروسرخ پایین است، تحقیق‌های بسیاری به منظور جایگزینی مواد غیرسیلیکا مثل تلورایت، ترکیب‌های فلوئور و کالکوژناید برای استفاده در فیبرهای ریز ساختار انجام شده‌است. شیشهٔ کالکوژناید به علت داشتن ضریب خطی و غیرخطی بالاتر نسبت به سایر مواد و همچنین شفافیت بالا در محدودهی طول موج‌های فروسرخ، مورد توجه بیشتر گروه‌های علمی قرار گرفته‌است. در کاربردهای نور غیرخطی مثل تولید ابرپیوستار به فیبر ریزساختار با ویژگی پاشیدگی صاف در محدودهٔ وسیعی از طول موج‌ها و ضریب غیرخطی بالا نیاز است. درصورت استفاده ازفیبرهای ریزساختار مبتنی بر کالکوژناید، می‌توان با تنظیم ابعاد هندسی فیبر مثل قطر و فاصلهٔ بین حفره‌های پوشش در طول موج‌های فروسرخ نزدیک و مرئی پاشیدگی صاف و صفر ایجاد کرده و ضریب غیرخطی فیبر را برای استفاده در کاربردهای نور غیرخطی افزایش داد. علاوه بر ابعاد هندسی فیبر، ضریب شکست مؤثر فیبر نیز در کنترل مشخصهٔ پاشیدگی مؤثر است. برای تنظیم ضریب شکست مؤثر فیبر ازساختارهای هیبریدی استفاده می‌شود. در ساخت فیبرهای هیبریدی علاوه بر کالکوژناید از موادی مانند تلورایت در پوشش فیبر استفاده می‌شود. به علت انعطاف‌پذیری بالایی که در طراحی و ساخت فیبرهای ریزساختار وجود دارد، هر یک از ابعاد هندسی فیبر در کنترل مشخصه‌های نوری بویژه پاشیدگی مؤثر هستند. ازاین رو می‌توان از حفره‌هایی که توسط مواد پلیمری پر شده‌است برای کنترل مشخصه‌های نوری فیبر استفاده نمود. کشیدن شیشه معمولترین روش ساخت فیبرهای شیشه ای کالکوژنایدی است. روش دیگر ساخت این فیبرها رسوب دهی شیمیایی فاز بخار (CVD) است. 

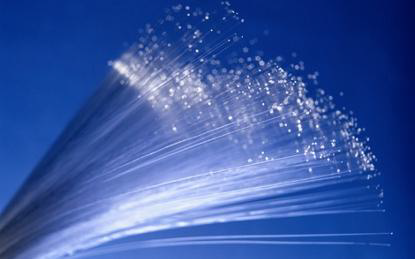
تصویر فیبر نوری کالکوژنایدی

برای مثال برای ساخت فیبرهای As-S و Se-Te از روش کشیدن مستقیم مذاب استفاده می‌شود. در روش کشیدن مذاب، مذاب و میله تک لایه یا دو لایه پیش فرم بدست می‌آیند که شامل روش تک محفظه و دو محفظه است و تفاوت هسته و پوسته فیبر در ضریب شکست آن هاست. هسته و پوسته همزمان توسط شعله گرم می‌شوند و به دمای خمیری خود می‌رسند و از نازل عبور کرده و در خروجی نازل بخش مخروطی فیبر تشکیل می‌شود. در نهایت توسط مکانیزمی این رشته‌های نازک به دور دوکی تنیده می‌شوند. قطر این فیبرها متناسب با سرعت چرخش است. با افزایش سرعت، فیبر نازکتر می‌شود و قطر روکش نسبت به قطر هسته تعیین می‌شود.